# Nico Verhoeff
Nicolaas Theodorus (Nico) Verhoeff (Rotterdam, 4 mei 1904 -  Wittlich, 1 september 1977 was een Nederlands dirigent, componist en organist.
Hij was zoon van Theodora Catharina Vogels en pakhuisknecht Nicolaas Theodorus Verhoeff. Hijzelf was in 1929 getrouwd met Maria Barbera Wohrman, na haar overlijden hertrouwd in januari 1945 met Olga Maria Katharina Jenny Depoorter en na een echtscheiding opnieuw hertrouwd in 1967 met Mien Meeuwisse. Zoon René Verhoeff van november 1945 uit het tweede huwelijk was eveneens koordirigent. 
Verhoeff kreeg zijn opleiding aan de voorloper van het Rotterdams Conservatorium. Hij kreeg er les van Bernard Diamant (koordirectie), Eduard Flipse (orkestdirectie) en Robert Casadesus (piano). Hij bekleedde tal van functies binnen de muziekwereld. Zo was hij directeur van de Goudse muziekschool (1946-1954), orgelleraar in Schoonhoven, Oudenbosch, Delft, (gast)organist in Rotterdamse kerken en leider van allerlei koren in de provincie Zuid-Holland, bijvoorbeeld tussen 1936 en 1954 van het door hemzelf opgerichte Residentiekoor, het ook door hem opgerichte Die Delftsche Sanghers en het koor van de Hypolituskerk in Delft. Met het Toonkunstkoor Gouda leidde voerde tot 1975 jaarlijks de Matthäus-Passion van Johann Sebastian Bach uit. Hij onderscheidde zich in uitvoeringen van hedendaagse klassieke muziek van bijvoorbeeld Marius Monnikendam en Wim Thijsse.
Hij schreef zelf ook enkele werken, waaronder een Pie Jesu Domine.
In 1969 werd hij onderscheiden met de Pro Ecclesia et Pontifice en was ridder in de Orde van Oranje-Nassau.
Hij overleed bij een verkeersongeluk in de Eifel, maar werd toch in Vught begraven op Begraafplaats Heilig Hart; zijn levenspartner Mien Meeuwisse, die het ongeluk overleefde, werd daar in 2007 ook begraven.